# Хирам Абиф
Хирам Абиф (други варианти на името са „Хурам“, „Абиф“, и „Хирам-Аби“) е масонски и легендарен псевдобиблейски персонаж, който заема видно място в алегориите на тайните и мистични общества, като се представя в хода на ритуала по въвеждане в третата масонска степен (майстор).
Хирам е представян в масонството като главен архитект на легендарния първи Йерусалимски храм. Според легендата за възникването на т.нар. спекулативно масонство през 17 и 18 век, „майсторът“ пада убит от трима нечестиви и завистливи калфи. . Този легендарен сюжет е представян в и от масонството с три хиляди годишна история.
Свързаността на легендарния персонаж и мистериозното му убийство се свързва в исторически план, и вън от художествената литература, с тирския владетел Хирам I Велики за който се говори в Стария завет. .